# Kiurunjärvi
Kiurunjärvi är en sjö i kommunen Nyslott i landskapet Södra Savolax i Finland. Sjön ligger 78,5 meter över havet. Arean är 80 hektar och strandlinjen är 8,11 kilometer lång. Sjön  ingår i Vuoksens huvudavrinningsområde.   Den ligger omkring 110 kilometer nordöst om S:t Michel och omkring 310 kilometer nordöst om Helsingfors. 